# Comuna Șintereag, Bistrița-Năsăud
Șintereag (în maghiară: Somkerék, în germană: Simkragen, Sebenkragen) este o comună în județul Bistrița-Năsăud, Transilvania, România, formată din satele Blăjenii de Jos, Blăjenii de Sus, Caila, Cociu, Șieu-Sfântu, Șintereag (reședința) și Șintereag-Gară. Se află în partea central-vestică a județului și are în componență șapte sate.

## Demografie
Componența etnică a comunei Șintereag
     Români (88,12%)
     Maghiari (6,15%)
     Romi (1,74%)
     Alte etnii (0,21%)
     Necunoscută (3,77%)
Componența confesională a comunei Șintereag
     Ortodocși (75,19%)
     Penticostali (11,43%)
     Reformați (6,58%)
     Adventiști (1,85%)
     Alte religii (0,94%)
     Necunoscută (4,01%)
Conform recensământului efectuat în 2021, populația comunei Șintereag se ridică la 3.737 de locuitori, în creștere față de recensământul anterior din 2011, când fuseseră înregistrați 3.576 de locuitori. Majoritatea locuitorilor sunt români (88,12%), cu minorități de maghiari (6,15%) și romi (1,74%), iar pentru 3,77% nu se cunoaște apartenența etnică. Din punct de vedere confesional, majoritatea locuitorilor sunt ortodocși (75,19%), cu minorități de penticostali (11,43%), reformați (6,58%) și adventiști (1,85%), iar pentru 4,01% nu se cunoaște apartenența confesională.

## Politică și administrație
Comuna Șintereag este administrată de un primar și un consiliu local compus din 13 consilieri. Primarul, Ioan Bob[*], de la Partidul Social Democrat, este în funcție din 2000. Începând cu alegerile locale din 2024, consiliul local are următoarea componență pe partide politice:
|  | Partid                                 | Consilieri | Componența Consiliului | Componența Consiliului | Componența Consiliului | Componența Consiliului | Componența Consiliului | Componența Consiliului | Componența Consiliului |
|  | -------------------------------------- | ---------- | ---------------------- | ---------------------- | ---------------------- | ---------------------- | ---------------------- | ---------------------- | ---------------------- |
|  | Partidul Social Democrat               | 7          |                        |                        |                        |                        |                        |                        |                        |
|  | Partidul Național Liberal              | 3          |                        |                        |                        |                        |                        |                        |                        |
|  | Alianța Dreapta Unită                  | 2          |                        |                        |                        |                        |                        |                        |                        |
|  | Uniunea Democrată Maghiară din România | 1          |                        |                        |                        |                        |                        |                        |                        |

## Atracții turistice
- Biserica ortodoxă din satul Șintereag, construcție 1894
- Biserica reformat-calvină din Șintereag, construcție secolul al XIV-lea, monument istoric
- Biserica de lemn "Sfântul Dumitru" din satul Șieu-Sfântu, construcție secolul al XVIII-lea, monument istoric
- Rezervația naturală "La sărătură" (5 ha) din satul Blăjenii de Jos
- Poienile cu narcise din satul Cociu
- Valea Someșului
- Valea Șieului

## Personalități născute aici
- Nicolae Bălan (1882 - 1955), mitropolit al Ardealului, membru de onoare al Academiei Române;
- Nicolae Felecan (n. 1941), lingvist, clasicist și profesor universitar;
- Olimpiu Nușfelean (n. 1949), scriitor, jurnalist.